# Red River (Wisconsin)
Pour les articles homonymes, voir Red River.
Red River est une ville du comté de Kewaunee dans l'état du Wisconsin.
Sa population était de 1 393 habitants en 2010.
Le site était autrefois occupé par une large communauté d'amérindiens, et comporte de nombreux vestiges archéologiques.